# Bandera de Gandesa
La bandera oficial de Gandesa té la descripció següent:
Bandera apaïsada, de proporcions dos d'alt per tres de llarg, porpra, amb el guant blanc esquerre, contrapalmellat i revessat de l'escut, centrat sobre el drap, d'alçària 2/3 de la del drap i llargària 1/3 de l'amplària del mateix drap.
Va ser aprovada el 9 de febrer de 2023 pel Ple de l'Ajuntament de Gandesa, aprovada pel Departament de la Presidència el 26 de juliol de 2023 i publicada en el DOGC el 1 d'agost del 2022 amb el número 8970.
Es basa en l'escut heràldic municipal i en manté els colors i l'element distintiu del guant.